# Saussurea fastuosa
Saussurea fastuosa là một loài thực vật có hoa trong họ Cúc. Loài này được (Decne.) Sch.Bip. miêu tả khoa học đầu tiên.